# صومعه صلیب مقدس
صومعه صلیب مقدس (ارمنی: Սուրբ Խաչ վանք) یک صومعه متعلق به کلیسای حواری ارمنی واقع در نزدیکی استاریی کریم، در شبه‌جزیره کریمه، اوکراین می‌باشد. ساخت و ساز این ساختمان در سال ۱۳۵۸ میلادی؛ به پایان رسید. این بنا به سبک معماری ارمنی طراحی شده‌است.